# Kuća s grbom Piretić u Visu
Kuća s grbom Piretić (Jakša), kuća u Visu, zaštićeno kulturno dobro.

## Opis dobra
Katnica obitelji Jakša smještena je na obalnom trgu na predjelu Kut u Visu. Dužim, južnim, pročeljem orijentirana je na trg. U prizemlju ima dvoja vrata na koljeno karakteristična za viške trgovine od 16. do 18. stoljeća. Na prvom katu između prozora je ploča s grbom u okviru zrele renesanse. Prvom se katu pristupa vanjskim stubištem na zapadnom pročelju okrenutom moru. Građena je iz obrađenog kamena slaganog u redove, a zakrovljena četverostrešnim krovom s luminarom na južnoj strani. Po svojim oblicima i arhitektonskoj plastici kuća pripada renesansnom slogu 16. st.

## Zaštita
Pod oznakom Z-5314 zavedena je kao nepokretno kulturno dobro - pojedinačno, pravna statusa zaštićena kulturnog dobra, klasificirano kao "profana graditeljska baština".